# George Pataki

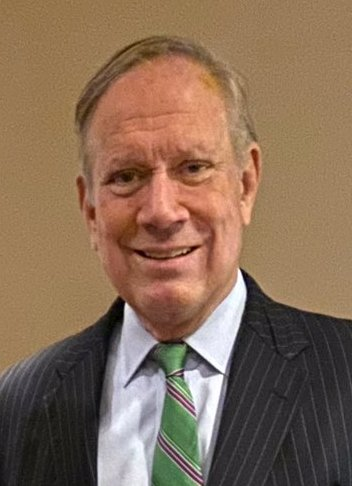
George Pataki (2019)

George Elmer Pataki (* 24. Juni 1945 in Peekskill, New York) ist ein US-amerikanischer Politiker der Republikanischen Partei und war von 1995 bis 2007 Gouverneur des Bundesstaates New York.

## Frühe Jahre und politischer Aufstieg
Pataki hat ungarische, irische und italienische Vorfahren. Sein Familienname stammt von seinem Großvater János Pataki (1883–1971), der 1908 aus Aranyosapáti in die USA einwanderte. Er besuchte bis 1967 die Yale University und studierte anschließend an der Columbia Law School Jura. Nach seiner Zulassung als Rechtsanwalt begann er in seinem Geburtsort Peekskill in seinem neuen Beruf zu arbeiten. Er wurde Mitglied der Republikanischen Partei. Zwischen 1981 und 1984 war er Bürgermeister seiner Heimatgemeinde. Zwischen 1985 und 1992 war Pataki Abgeordneter in der New York State Assembly; von 1993 bis 1994 gehörte er dem Staatssenat an. Im Jahr 1994 wurde er zum Gouverneur von New York gewählt. Er gewann mit 48,8 Prozent der Stimmen gegen den langjährigen demokratischen Amtsinhaber Mario Cuomo (45,5 Prozent), wobei er wie bei seinen beiden späteren Wahlsiegen auch von der Conservative Party unterstützt wurde. Bei seinem Sieg profitierte er vor allem von der allgemeinen politischen Stimmung im Jahr 1994. Auch bei den parallel stattfindenden Kongresswahlen konnten die Republikaner starke Zugewinne verbuchen.

## Gouverneur von New York

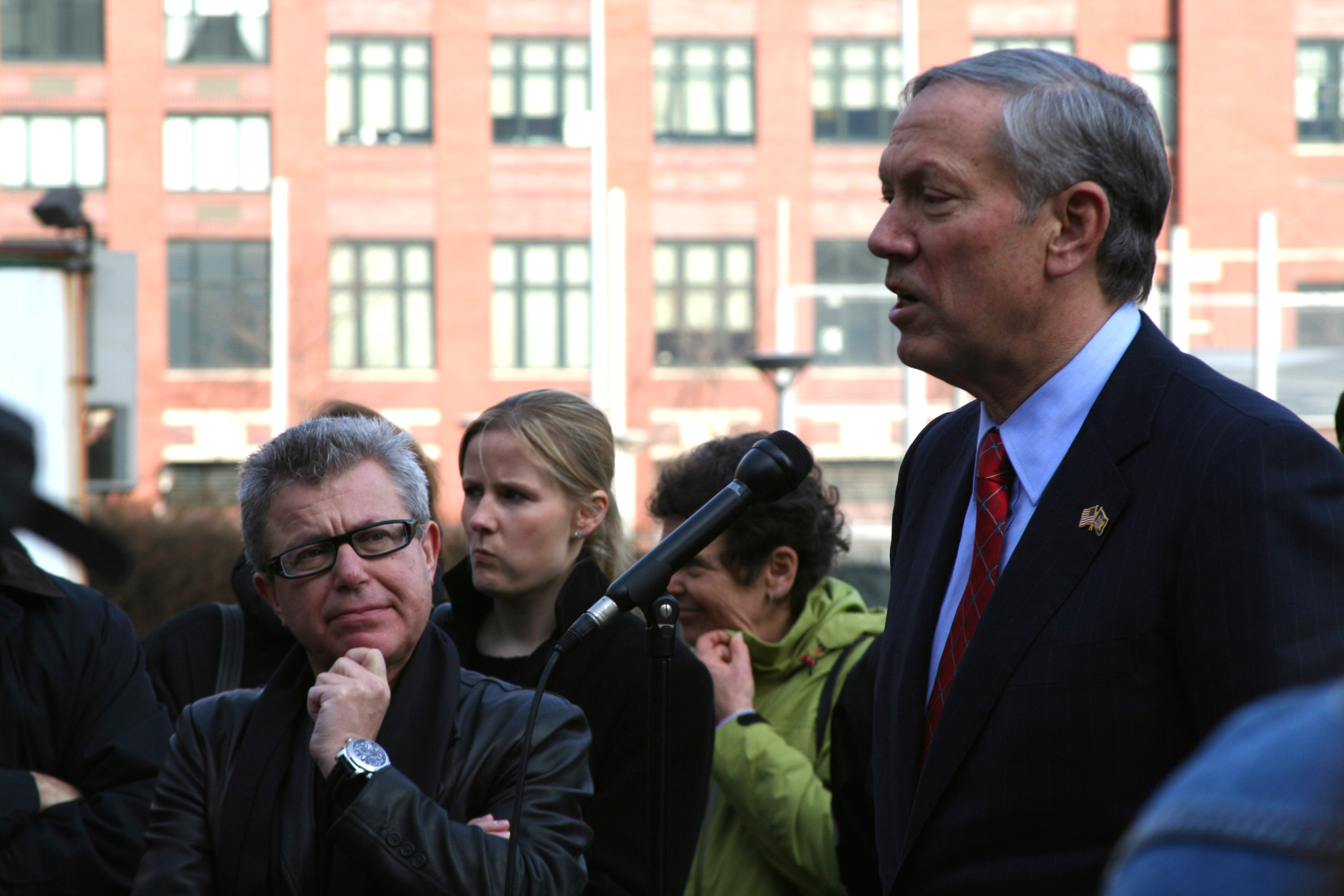
Gouverneur Pataki bei einem öffentlichen Auftritt im Jahr 2006

Pataki trat sein neues Amt am 1. Januar 1995 an. Nach zwei ungefährdeten Wiederwahlen in den Jahren 1998 und 2002 konnte er es bis zum 1. Januar 2007 ausüben. In seinen ersten Amtszeiten wurden im Staat New York über 600.000 neue Arbeitsplätze geschaffen. Der Gouverneur förderte neue Technologien und das Wirtschaftswachstum. In seinen ersten beiden Amtszeiten gab es einen merklichen Wirtschaftsaufschwung. Dann kamen die Terroranschläge des 11. September 2001: Da der Anschlag auf das World Trade Center in New York City in seinem Staat stattfand, war Pataki davon direkt betroffen. Er führte den Staat durch die Zeit der Trauer und Betroffenheit. Neben den vielen Opfern und dem materiellen Schaden, die durch die Anschläge zu beklagen waren, führten sie in der Folge auch zu einer Wirtschaftskrise, von der die gesamte westliche Welt betroffen wurde. Erst allmählich gelang es diese zu überwinden.
Unabhängig von diesen tragischen Ereignissen um den 11. September 2001 setzte sich der Gouverneur für die Erhaltung der Umwelt ein. Pataki wollte 1995 die Todesstrafe in seinem Staat wieder einführen. Das scheiterte aber am Einspruch des Obersten Gerichtshofes von New York. Er verschärfte jedoch das Strafrecht auf Staatsebene. Im Jahr 2006 verzichtete George Pataki auf eine erneute Kandidatur. Nachfolger wurde der Demokrat Eliot Spitzer, der unter Pataki seit 1999 das Amt des Attorney General ausgeübt hatte.

## Weiterer Lebenslauf

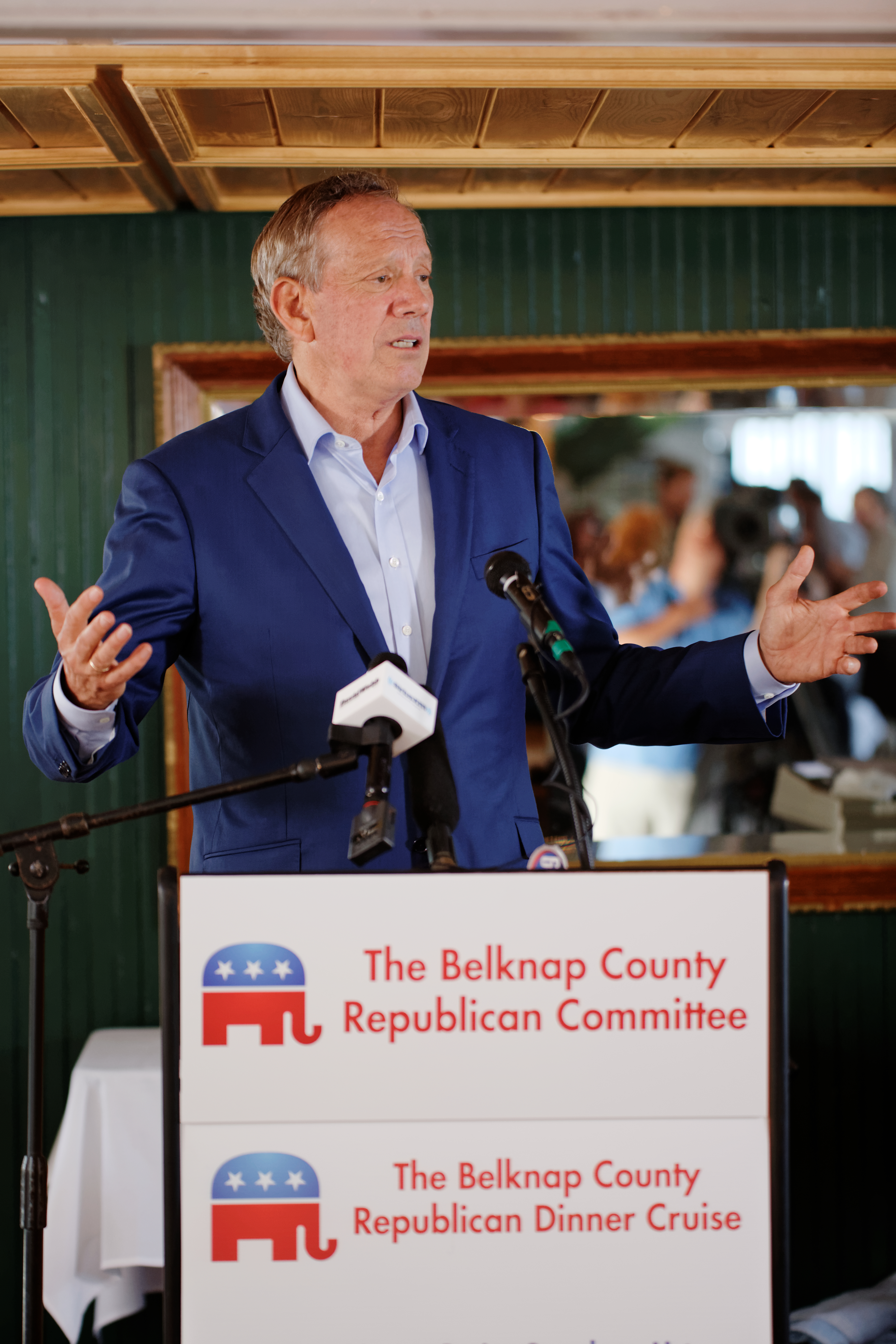
Pataki bei einem Wahlkampfauftritt im Mai 2015

Nach seiner Gouverneurszeit wurde Pataki zunächst wieder Rechtsanwalt und dann Delegierter bei der Generalversammlung der Vereinten Nationen. In den letzten Jahren wurde sein Name immer wieder ins Gespräch gebracht, wenn es um höhere Staatsämter wie z. B. US-Senator, US-Vizepräsident und sogar die Präsidentschaft ging. Auch im Vorfeld der Präsidentschaftswahl 2012 gab es wieder Gerüchte um eine mögliche Kandidatur Patakis.
Im Mai 2015 gab er seine Kandidatur für die Präsidentschaftswahlen 2016 bekannt. Allerdings wurden ihm in Umfragen kaum Chancen auf die Nominierung seiner Partei eingeräumt. Die meisten innerparteilichen Umfragen sahen ihn bei Zustimmungsraten von etwa einem Prozent. Am 29. Dezember 2015 gab der frühere New Yorker Gouverneur dann offiziell bekannt, seine Kandidatur aufzugeben. Zuletzt versuchte Pataki vor allem, sich durch Kritik an dem in Umfragen führenden Immobilien-Milliardär Donald Trump zu profilieren, was medial aber wenig Beachtung fand. Zudem hatte sich das Partei-Establishment, dem Pataki zuzurechnen ist, eher hinter Kandidaten wie Jeb Bush, Marco Rubio und Chris Christie gestellt.

## Privates
Heute lebt George Pataki mit seiner Frau Libby in Garrison. Das Paar hat vier Kinder.